# Prix Orange du Livre
Pour les articles homonymes, voir Prix Orange.
Le prix Orange du Livre est un prix littéraire français créé en 2009 par Orange. Il récompense un roman écrit en langue française et publié entre le 1er janvier et le 31 mars de l’année en cours, à l’occasion de la rentrée littéraire d’hiver.
Le jury, présidé par Jean-Christophe Rufin, est composé de professionnels du livre – cinq auteurs et deux libraires – et de sept internautes sélectionnés sur candidature.
En 2019, le prix Orange du Livre en Afrique est créé pour promouvoir les talents littéraires africains et l’édition locale africaine.

## Déroulement de l'attribution du prix
Chaque année, fin mars, le jury sélectionne trente romans parmi la production littéraire de la rentrée de janvier, puis fin avril restreint la liste à cinq finalistes afin de permettre l'ouverture du vote sur le site lecteurs.com jusqu'à la mi-mai. L'ensemble des internautes élisent leur roman favori, mais les membres du jury votent également : leur voix compte pour 50 % du choix final. Au début du mois de juin, le lauréat est annoncé lors d'une soirée de remise du prix durant laquelle il reçoit une bourse de 15 000 €. L'auteur est invité à devenir membre du jury de l'année suivante.

## Liste des lauréats

### Années 2000
- 2009 : Fabrice Humbert pour L'Origine de la violence, Le Passage[5]

### Années 2010
- 2010 : Jacques Gélat pour Le Traducteur amoureux, Corti[6]
- 2011 : David Thomas pour Un silence de clairière, Albin Michel[7]
- 2012 : Arthur Dreyfus pour Belle Famille, Gallimard[8]
- 2013 : Émilie Frèche pour Deux étrangers, Actes Sud[9]
- 2014 : Maylis de Kerangal pour Réparer les vivants, Verticales

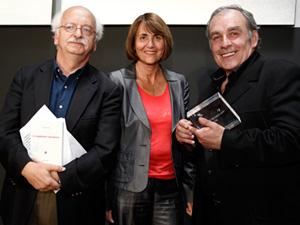
Erik Orsenna et Christine Albanel remettent le Prix Orange du Livre 2010 à Jacques Gélat pour son roman Le Traducteur amoureux (Corti).

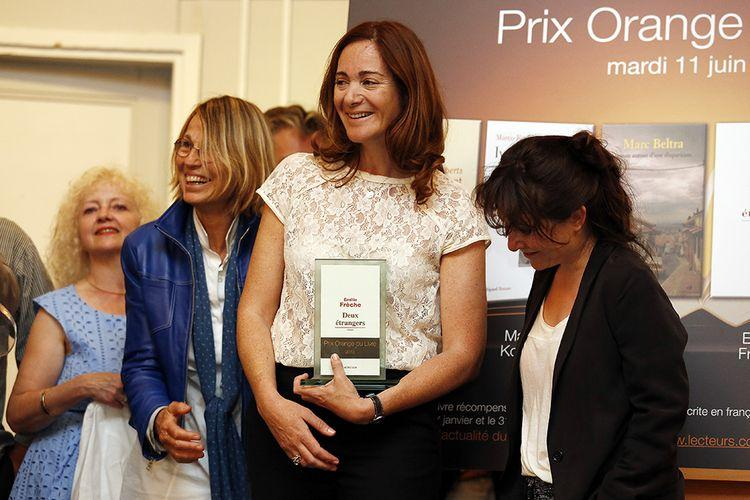
Émilie Frèche reçoit le Prix Orange du Livre 2013 pour son roman Deux étrangers (Actes Sud).

- 2015 : Fanny Chiarello pour Dans son propre rôle, L’Olivier
- 2016[10] : Vincent Message pour Défaite des maîtres et possesseurs, Seuil
- 2017[11] : Louis-Philippe Dalembert, Avant que les ombres s'effacent, Sabine Wespieser éditeur
- 2018[12] : Joachim Schnerf pour Cette nuit, Éditions Zulma[13]
- 2019[14] : Jean-Baptiste Maudet pour Matador yankee, Le Passage[15]

### Années 2020
- 2020[16] : Guillaume Sire pour Avant la longue flamme rouge, Calmann-Lévy[17]
- 2021[18] : Constance Joly pour Over the Rainbow, Flammarion[19]
- 2022 : Laurine Roux pour L'autre moitié du monde, Les éditions du Sonneur[20]
- 2023 : Paul Saint Bris (d)   pour L’allègement des vernis, Philippe Rey[21]
- 2024 : Marianne Jaeglé pour l'Ami du Prince, Gallimard, l'Arpenteur[22].

## Professionnels membres du jury
Le jury professionnel est composé d'auteurs et de libraires.

### Président du jury
- 2009 à 2018 : Erik Orsenna
- Depuis 2019 : Jean-Christophe Rufin

### Les auteurs
- 2009 : Serge Bramly, William Emmanuel, Marie Nimier, Amanda Sthers[23]
- 2010 : Éliette Abécassis, Serge Bramly, David Foenkinos, Fabrice Humbert[24]
- 2011 : Éliette Abécassis, Didier van Cauwelaert, Jacques Gélat, Fabrice Humbert[25]
- 2012 : Carmen Bramly, David Foenkinos, Camélia Jordana, David Thomas, Karine Tuil[26]
- 2013 : Arthur Dreyfus, Éric Reinhardt, Colombe Schneck, Florian Zeller[27]
- 2014 : Émilie Frèche, Véronique Olmi, Thomas B. Reverdy, Karine Tuil[28]
- 2015 : Maylis de Kerangal, Michèle Fitoussi, Minh Tran Huy, Serge Joncour[29]
- 2016 : Fanny Chiarello, lauréate 2015, Émilie de Turckheim, et Philippe Jaenada, du comédien et réalisateur Hippolyte Girardot
- 2017 : Vincent Message, lauréat 2016, Laurence Cossé, Benoît Duteurtre, Alain Mabanckou et Carole Martinez[30]
- 2018 : Louis-Philippe Dalembert, lauréat 2017, François-Henri Désérable, Jean-Marie Blas De Roblès, Kaouther Adimi et la mezzo soprano Lea Desandre[31]
- 2019 : Joachim Schnerf, lauréat 2018, Jean-Luc Coatalem, Geneviève Brisac, Cloé Korman et Carole Fives[32]
- 2020 : Jean-Baptiste Maudet, lauréat 2019, Natacha Appanah, Jeanne Benameur, Miguel Bonnefoy et Clarisse Gorokhoff[33]
- 2021 : Guillaume Sire, lauréat 2019, Maylis Besserie, Hemley Boum, Julia Kerninon, Franck Bouysse[34]

### Les libraires
- 2009 : Emmanuel Delhomme (librairie Livre Sterling, Paris 8e)
- 2010 : Valérie Broutin (librairie L’Horizon, Boulogne-sur-Mer), Emmanuel Delhomme (librairie Livre Sterling, Paris 8e)
- 2011 - 2012 : Emmanuel Delhomme (librairie Livre Sterling, Paris 8e), Anne-Sophie Thuard (librairie Thuard, Le Mans)
- 2013 : Alain Schmidt (La Lettre Ouverte, Paris 15e), Anne-Sophie Thuard (librairie Thuard, Le Mans)
- 2014 : Joël Hafkin (La Boîte à Livres, Tours), Pascal Thuot (librairie Millepages, Vincennes)
- 2015 : Charles Kermarec, Nathalie Iris[29]
- 2016 : Nathalie Iris (Mots en marge, La Garenne-Colombes) et Corinne Dalloz (Librairie polinoise, Poligny)
- 2017 : Bénédicte Deprez (Trait d'union, à Noirmoutier) et Jean-Paul Shafran (Le Bouquetiniste, à Val d'Isère)[30]
- 2018 : Samantha Sabba (La Fnac à Rosny) et Sandrine Babu (la Librairie L'instant à Paris)
- 2019 : Stanislas Rigot (librairie Lamartine à Paris) et Elodie Bonnafoux (librairie Arcanes à Chateauroux)
- 2020 : Grégoire Courtois (librairie Obliques à Auxerre) et Pierre Morize (librairie LiraGif, Gif-sur-Yvette)
- 2021 : Bruno Lamarque (Librairie de la Renaissance à Toulouse) et Olivier L’Hostis (Librairie L'Esperluète à Chartres)